# Chrysasura maculata
Chrysasura maculata är en fjärilsart som beskrevs av Rothschild. Chrysasura maculata ingår i släktet Chrysasura och familjen björnspinnare. Inga underarter finns listade i Catalogue of Life.